# Агаларов, Гамид Русланович
Гами́д Русла́нович Агала́ров (род. 16 июля 2000, Махачкала) — российский футболист, нападающий клуба «Динамо» (Махачкала). Лучший бомбардир РПЛ сезона 2021/22 (19 голов).

## Клубная карьера

### «Анжи»
Воспитанник махачкалинского «Анжи». На профессиональном уровне дебютировал в составе фарм-клуба 11 мая 2018 года в матче ПФЛ против «Краснодара-2». За основной состав «Анжи» дебютировал 28 июля 2018 года в матче 1-го тура Премьер-лиги, против «Урала», в котором вышел на замену на 80-й минуте. В том сезоне он сыграл в 7 матчах. Параллельно Гамид играл и в молодёжном первенстве России. За «молодёжку» «Анжи» сезона 2018—2019 Агаларов отыграл 16 матчей, в которых забил 7 мячей. Также он дважды выводил свою команду на матчи против израильского «Маккаби» в рамках Юношеской лиги УЕФА в качестве капитана.

### «Уфа»
24 января 2020 года было заявлено о подписании трёхлетнего контракта игрока с «Уфой». В дебютный сезон за башкирский клуб сыграл 5 матчей. 29 октября в матче за молодёжную команду «Уфы» против молодёжной команды «Химок» (7:6), Агаларов забил два мяча и отдал две голевые передачи.
22 января 2021 года перешёл на правах аренды в астраханский «Волгарь». Стоимость аренды — 300 тысяч евро. В первенстве ФНЛ отыграл 14 матчей, в которых забил 5 мячей.
После окончания срока аренды вернулся в «Уфу». Во второй игре сезона сделал дубль в ворота московского «Динамо», был признан лучшим игроком. С 4-го по 8-й тур Агаларов забил 6 голов (в том числе второй дубль — в ворота «Химок»). Позже забил в трёх матчах подряд («Краснодару», «Рубину» и «Ахмату»). Третий дубль пришёлся на 15-й тур, в ворота «Ростова». В декабре 2021 года номинирован на премию «Первая пятёрка» лучшему молодому футболисту премьер-лиги по итогам года. Зимой Агаларовым интересовались швейцарский «Базель» и английский «Ньюкасл». После зимней паузы Агаларов в 12 матчах забил 6 мячей. Забив 19 голов, стал лучшим бомбардиром российского чемпионата сезона 2021/22.
В стыковых матчах с «Оренбургом» за право остаться в РПЛ Агаларов в первой игре открыл счёт ударом с пенальти, затем получил травму и был заменён.
После окончания сезона появилась информация об интересе к Агаларову «Зенита», ряда бельгийских клубов, «Краснодара», «Сочи», «Ахмата»,, «Ростова», «Пари НН», азербайджанского клуба «Сабах». По итогам сезона РПЛ стал лучшим бомбардиром, лучшим молодым игроком. В октябре признан лучшим игроком месяца.

### «Ахмат»
В июле 2022 года на 3 года перешёл в «Ахмат», сумма сделки составила 100 млн рублей.

### «Динамо» (Махачкала)
21 августа 2024 года Агаларов подписал долгосрочный контракт с махачкалинским «Динамо», где стал выступать под номером 25. По данным портала Transfermarkt, сумма сделки из «Ахмата» в «Динамо» составила один миллион евро. Агаларов подписал контракт с клубом до лета 2027 года.

## Карьера в сборной
В составе юношеской сборной России (до 19) в двух раундах (отборочном и элитном) сыграл 6 матчей к отбору на Евро-2020 и забил 1 гол. В феврале 2020 года принял участие в Кубке ФНЛ, где сыграл за юношескую сборную России (до 20 лет) 3 игры и забил 1 гол.
В 2021 году стал привлекаться к играм в молодёжной сборной России. В четырёх играх квалификации к Евро-2023 забил четыре гола (в ворота сборной Мальты отметился дублем).
В сентябре 2021 года был впервые вызван в национальную сборную России.

## Статистика выступлений

### Клубная статистика
| Выступление        | Выступление      | Выступление      | Лига | Лига | Кубки | Кубки | Прочие | Прочие | Итого | Итого |
| Клуб               | Лига             | Сезон            | Игры | Голы | Игры  | Голы  | Игры   | Голы   | Игры  | Голы  |
| ------------------ | ---------------- | ---------------- | ---- | ---- | ----- | ----- | ------ | ------ | ----- | ----- |
| Анжи               | Премьер-лига     | 2018/19          | 7    | 0    | 0     | 0     | —      | —      | 7     | 0     |
| Анжи               | ПФЛ              | 2019/20          | 16   | 5    | 0     | 0     | —      | —      | 16    | 5     |
| Анжи               | Итого            | Итого            | 23   | 5    | 0     | 0     | —      | —      | 23    | 5     |
| → Анжи-2           | ПФЛ              | 2017/18          | 2    | 0    | —     | —     | —      | —      | 2     | 0     |
| → Анжи-2           | Итого            | Итого            | 2    | 0    | —     | —     | —      | —      | 2     | 0     |
| Уфа                | Премьер-лига     | 2019/20          | 5    | 0    | 0     | 0     | —      | —      | 5     | 0     |
| Уфа                | Премьер-лига     | 2020/21          | 5    | 0    | 0     | 0     | —      | —      | 5     | 0     |
| Уфа                | Премьер-лига     | 2021/22          | 29   | 19   | 2     | 0     | 2      | 1      | 33    | 20    |
| Уфа                | Итого            | Итого            | 39   | 19   | 2     | 0     | 2      | 1      | 43    | 20    |
| → Волгарь          | ФНЛ              | 2020/21          | 14   | 5    | 0     | 0     | —      | —      | 14    | 5     |
| → Волгарь          | Итого            | Итого            | 14   | 5    | 0     | 0     | —      | —      | 14    | 5     |
| Ахмат              | Премьер-лига     | 2022/23          | 22   | 3    | 7     | 2     | —      | —      | 29    | 5     |
| Ахмат              | Премьер-лига     | 2023/24          | 19   | 3    | 4     | 0     | —      | —      | 23    | 3     |
| Ахмат              | Премьер-лига     | 2024/25          | 3    | 0    | 1     | 1     | —      | —      | 4     | 1     |
| Ахмат              | Итого            | Итого            | 44   | 6    | 12    | 3     | —      | —      | 56    | 9     |
| Динамо (Махачкала) | Премьер-лига     | 2024/25          | 25   | 7    | 6     | 4     | —      | —      | 31    | 11    |
| Динамо (Махачкала) | Премьер-лига     | 2025/26          | 4    | 1    | 2     | 2     | —      | —      | 6     | 3     |
| Динамо (Махачкала) | Итого            | Итого            | 29   | 8    | 8     | 6     | —      | —      | 37    | 14    |
| Всего за карьеру   | Всего за карьеру | Всего за карьеру | 151  | 43   | 23    | 9     | 2      | 1      | 176   | 53    |

1. ↑  Переходные (стыковые) матчи РПЛ — ФНЛ.

## Семья
Отец — рекордсмен по количеству проведённых матчей за «Анжи», бывший тренер клуба Руслан Агаларов. Дядя — бывший футболист «Анжи» Камиль Агаларов.
Летом 2024 года все трое оказались в одном клубе «Динамо» (Махачкала) в разных ролях: отец — как спортивный директор клуба, дядя — как старший тренер второй команды, Гамид Агаларов — как игрок первой команды.
4 января 2024 года Гамид Агаларов женился.

## Достижения
- Лучший бомбардир чемпионата России 2021/22.
- Лучший игрок РПЛ в октябре сезона 2021/2022[39]
- В списке «33 лучших футболистов чемпионата России»: 2021/22 — № 1[40]
- Лучший молодой игрок чемпионата России: 2021/22[41]